# Franklinville (Nowy Jork)
Franklinville – miasto w Stanach Zjednoczonych, w stanie Nowy Jork, w hrabstwie Cattaraugus.